# Стив (персонаж)
Стив (англ. Steve) — игровой персонаж из франшизы видеоигр Minecraft. Создан шведским разработчиком видеоигр Маркусом Перссоном и появился 17 мая 2009 года в начальной версии Minecraft. В настоящее время он является одним из девяти скинов по умолчанию, доступных для игроков современных версий Minecraft. У Стива нет официальной предыстории, поскольку он задуман как настраиваемый аватар игрока, а не как предопределённый персонаж. Его женский аналог, Алекс (англ. Alex), была впервые представлена в августе 2014 года в версиях Minecraft для PC. 
В зависимости от версии Minecraft, при начале новой игры у игроков есть шанс появиться в роли Стива или Алекс. Первый носит голубую футболку и синие штаны, а его кожа смуглая. На Алекс надета зелёная футболка, и многими игроками она описывается как бледная девушка.
Персонаж был положительно оценён критиками. На сайте GamesRadar Стив вошёл в список 50 лучших персонажей видеоигр, где тот был назван одним из самых узнаваемых силуэтов в играх. Помимо этого, персонаж неоднократно был объектом фанатского творчества. Со Стивом связан один из самых известных злодеев в видеоиграх — Хиробрин. Он описывается как копия Стива, но с полностью белыми глазами. Первоначально Хиробрин был главным персонажем крипипасты, которая появилась как розыгрыш на форуме Minecraft. Позже данная городская легенда приобрела известность. В частности, разработчики часто заигрывали с игроками, указывая в списке изменений, что Хиробрин удалён.

## Создание
Первоначально Стив являлся мобом, который назывался «Человек». В мире Minecraft появлялись сотни его копий, которые никак не реагировали на игрока. Впоследствии данный моб и стал образом игрового персонажа. В более новой версии был добавлен ещё один Стив, который также являлся мобом. Он сильно отличался от стилистики игры, поэтому затем был удалён. Стив представлен как человеческий персонаж с пиксельной внешностью, что соответствует эстетическому и художественному стилю Minecraft. Его имя возникло как шутка Перссона. Затем оно было официально подтверждено в Minecraft: Bedrock Edition. Лицо Стива с козлиной бородкой состоит из изображения размером восемь на восемь пикселей. Он носит светло-голубую футболку, синие штаны и туфли. Однако затем его образ подвергся изменению. В одной из версий 2009 года бородка была удалена.
Несмотря на своё мужское имя и черты лица, Перссон утверждал, что он никогда не хотел чётко определять пол Стива. В 2012 году Перссон объяснил, что графика Minecraft непреднамеренно усилила эстетику игры, из-за чего тот имел «традиционно мужской» внешний вид. Он подчеркнул, что Minecraft был разработан как «игра без гендерного элемента», где «гендер не существует», и что модель персонажа «предназначена для представления человека», который не имеет пола.
22 августа 2014 года в версии Minecraft для Windows и Macintosh был добавлен ещё один бесплатный скин по имени Алекс по умолчанию для всех игроков Minecraft. Позже персонаж был добавлен в консольную и мобильную версии игры. Модель Алекс похожа на модель Стива, но с более женственной внешностью: у неё рыжие волосы, собранные в хвост, и более узкие руки. Хелен Чанг, глава студии Microsoft, ответственная за франшизу Minecraft, объяснила в интервью 2018 года, что для её компании важно использовать возможности бренда Minecraft, чтобы разрушить традиционные гендерные стереотипы. Представляя Алекс и Стива как обладающих одинаковыми физическими способностями и качествами, Чанг сказала, что это укрепляет позицию студии в отношении гендерного равенства. В августе 2022 года вновь был изменён дизайн «мужской версии» персонажа, спустя 13 лет тому вернули бородку. Смангалисо Симелане на сайте GameRant предположил, что это было сделано из-за появления Алекс, благодаря чему Стив больше не может быть гендерно-нейтральным. При этом у обоих персонажей появились более детализированные элементы. У Стива появились закатанные рукава, а у Алекс — объёмные волосы.

## Описание

Алекс

Стив — один из двух скинов по умолчанию, доступный для игроков современных версий Minecraft. Скин — это внешний вид аватара игрока, представляющий игрока в игровом мире, который может быть изменён или заменён игроком. Игрокам разрешено несколько вариантов изменения внешнего вида своего персонажа. Все зомби в Minecraft носят ту же одежду, что и Стив, хотя официального объяснения этого так и не было дано. Официальный рост Стива составляет 6 футов 2 дюйма, что эквивалентно 187,96 см.
Согласно предыстории, представленной в журнале Lego Club Magazine, Стив и Алекс находятся в романтических отношениях, и у обоих есть разные интересы, помимо их общих способностей к строительству: Стив имеет склонность к добыче полезных ископаемых и алхимии, тогда как Алекс предпочитает исследования и охоту. Многие игроки считают, что Стив — мужчина со смуглой кожей, а Алекс — бледная девушка. Однако Перссон заявлял, что данные персонажи — бесполые, а студия разработчиков не давала комментариев по поводу этнической принадлежности Стива и Алекс.

## Другие появления
Помимо Minecraft Стив фигурирует и в других играх от посторонних разработчиков. Он появляется как эксклюзивный игровой персонаж в версии Super Meat Boy для ПК как «Мистер Майнкрафт (англ. Mr. Minecraft)». Голова Стива появляется в Borderlands 2, с её помощью игрок может изменить внешний вид своего персонажа. В игре Hybrid при достижении 20-го уровня Паладина можно разблокировать Голову Стива.
В 2020 году Nintendo анонсировала, что Стив будет играбельным персонажем в Super Smash Bros. Ultimate. У игрока есть возможность изменить его облик на внешность Алекс, зомби или эндермена из Minecraft. Он способен атаковать мечом, киркой, топором, а также использовать ведро лавы и удочку. Стив не может высоко прыгать в данной игре, поэтому разработчики добавили ему способность создавать мосты из блоков в воздухе. Специально для этого разработчикам пришлось переработать уровни для комфортной игры. Стив является главным героем серии книг «Дневник Стива».
Стив появляется в фильме «Minecraft в кино» (2025), где его играет Джек Блэк. Кинематографическая версия персонажа стала мемом благодаря таким его фразам, как I am Steve (рус. Я сам Стив) и Chicken Jockey! (рус. Куриный жокей), а также его песня Steve’s Lava Chicken из фильма, которая позже была использована в новом обновлении игры Minecraft, как пластинка для проигрывателя, которую можно получить, если убить «куриного наездника».
В DLC предстоящей гоночной игры Sonic Racing: CrossWorlds также появится Стив вместе с Алекс, у которых картом станет вагонетка из Minecraft.

## Культурное влияние
Критики хорошо отзывались о персонаже. Смангалисо Симелане назвал Стива и Алекс культовыми персонажами. В 2016 году сотрудники Glixel поставили Стива на четвёртое место среди самых знаковых персонажей видеоигр XXI века. В списке 2021 года, опубликованном GamesRadar, в который вошли 50 знаковых персонажей видеоигр, Рэйчел Вебер назвала Стива «долговечным символом» Minecraft, а его модель персонажа — одним из самых узнаваемых силуэтов в культуре видеоигр. 
Стив был предметом множества фанатских теорий, распространённых в интернет-сообществах. Одна из теорий утверждала, что Стив основан на Томми Версетти, главном герое Grand Theft Auto: Vice City, из-за предполагаемого физического сходства между обоими персонажами. Теория основана на сообщении Перссона на Tumblr 2009 года, в котором задокументирован его прогресс в работе над Minecraft, где он подтвердил, что использовал дизайн, вдохновлённый видеоиграми Grand Theft Auto, в качестве основы для своей работы. В 2020 году Перссон публично отрицал в социальных сетях какие-либо материальные связи между обоими персонажами.
Помимо этого выпущено большое количество модов, которые изменяют скин персонажа. Некоторые были официально изданы компанией Mojang. К примеру, в 2020 году была анонсирована модификация, делающая геймплей похожим на шутер от первого лица Doom, в котором модель Стива заменяется на Палача Рока. В 2021 году был выпущен официальный пак, добавляющий предметы и окружение из игры Mass Effect 3, при этом скин игрока можно было изменить на образ главного героя игры, капитана Шепард(а), или его соратников. Персонаж был героем многочисленных интернет-мемов. Ему посвящено много фанатского творчества. В частности, в марте 2022 года был создан фан-арт, изображающий реалистичного и детализированного Стива. 

## Хиробрин
Хиробрин, или Херобрин (англ. Herobrine) — городская легенда и крипипаста, возникшая как розыгрыш в анонимном посте на англоязычном сайте имиджборда 4chan. Согласно посту, Хиробрин обитает в однопользовательских мирах Minecraft, выглядит как стандартная модель Стива, за исключением пары светящихся белых глаз без зрачков. Теории, объясняющие предполагаемое происхождение персонажа, варьируются от его возможной личности как предположительно умершего брата Перссона до «неудачного шахтёра», который преследует живых игроков из желания отомстить. Первое вероятное появление Хиробрина относится к периоду времени, когда Minecraft всё ещё находился в альфа-фазе разработки. Аноним, создавший пост на 4chan, утверждал, что он заметил Хиробрина, смотрящего на него из густого тумана между деревьями, прежде чем исчезнуть. Затем он получил личное сообщение от пользователя по имени «Herobrine», в котором было написано «stop». Это произошло после того, как их последующий пост с вопросом о наблюдении был якобы удалён без объяснения причин.
Хиробрин стал предметом многочисленных тем на интернет-форумах Minecraft, а также созданных пользователями видеороликов на YouTube, в которых сообщается о предполагаемых наблюдениях, часто с аннотациями красного цвета и жуткой музыкальной тематикой. Лорен Мортон из PC Gamer отметила двух популярных стримеров Minecraft, Коупленда и Патимуса, за их вклад в популяризацию городской легенды в виде вирусного мема. Популярность крипипасты породило неофициальные книги, такие как The Legend of Herobrine и серию романов Gameknight999. Хиробрин был включён в опрос 2013 года «50 лучших злодеев видеоигр всех времён», организованный Книгой рекордов Гиннеса, где он занял 46-е место.
В знак признания Хиробрина разработчики Mojang часто включали строку «Removed Herobrine» в примечания к патчу, выпущенному для игры до 23 июня 2020 года с патчем Java Edition 1.16, также известным как Minecraft Nether Update.

## Внешние ссылки
- Хиробрин на Minecraft Wiki
- Стив и Алекс на Minecraft Wiki